# 詹姆斯·大衛·馬斯洛
詹姆斯·大衛·馬斯洛（英語：James David Maslow，1990年7月16日—）是美國演員、歌手、舞者和模特兒。

## 外部連結
- 詹姆斯·大衛·馬斯洛在互联网电影资料库（IMDb）上的資料（英文）
- 詹姆斯·大衛·馬斯洛的MySpace主頁
- 詹姆斯·大衛·馬斯洛的X（前Twitter）